# الوارو نوو
الوارو نوو (انگلیسی: Álvaro Novo؛ زادهٔ ۱۶ مهٔ ۱۹۷۸) بازیکن فوتبال اهل اسپانیا است.
از باشگاه‌هایی که در آن بازی کرده‌است می‌توان به باشگاه فوتبال کوردوبا، باشگاه ورزشی رئال مایورکا، باشگاه فوتبال اتلتیکو مادرید، و باشگاه فوتبال رئال سوسیداد اشاره کرد.